# Andie MacDowell
Rosalie Anderson MacDowell, detta Andie (Gaffney, 21 aprile 1958), è un'attrice e modella statunitense.
È una delle più note testimonial di riviste di moda e campagne pubblicitarie, soprattutto della casa di cosmetici L'Oréal. Esordisce come attrice nel 1984 nel film Greystoke - La leggenda di Tarzan, il signore delle scimmie. Nel 1989 recita nell'acclamato film Sesso, bugie e videotape diretto da Steven Soderbergh (vincitore della Palma d'oro al Festival di Cannes); la sua interpretazione di Ann Bishop-Mullany ha ricevuto il plauso della critica, e l'attrice si è aggiudicata l'Independent Spirit Award alla miglior attrice protagonista e ha ricevuto la candidatura al Golden Globe per la migliore attrice in un film drammatico.
Ha ricevuto altre tre candidature al Golden Globe per i film cult Green Card - Matrimonio di convenienza e Quattro matrimoni e un funerale, e per la miniserie televisiva Netflix Maid. Nel 1994 ha recitato in America oggi di Robert Altman (vincitore del Leone d'oro), per il quale ha ottenuto un Golden Globe Speciale insieme a tutto il cast e la Coppa Volpi Speciale al miglior cast alla Mostra internazionale d'arte cinematografica di Venezia.

## Biografia
Andie MacDowell, la più giovane di quattro sorelle, è nata a Gaffney, nella Carolina del Sud, figlia di Pauline "Paula" Johnston (nata Oswald), un'insegnante di musica, e Marion St. Pierre MacDowell, un dirigente d'azienda. Le sue ascendenze sono inglesi, francesi, scozzesi, irlandesi e gallesi. La sua famiglia possedeva una casa estiva del periodo prebellico ad Arden, nella Carolina del Nord, in seguito trasformata in un bed-and-breakfast chiamato Blake House Inn. Sua madre era un'alcolizzata e i suoi genitori divorziarono quando lei aveva sei anni. La madre Paula cadde in depressione. In preda all'alcolismo, morì nel 1981 all'età di 53 anni a causa di un infarto.
Quando MacDowell aveva otto anni, suo padre si risposò, questa volta con l'ex Mary Frances Stone. Questa unione è durata fino alla sua morte. MacDowell ha frequentato la Winthrop University per due anni prima di trasferirsi brevemente a Columbia, nella Carolina del Sud. Dopo essere stata notata da un rappresentante di Wilhelmina Models mentre era in viaggio a Los Angeles, MacDowell ha firmato un contratto di modella con Elite Model Management a New York City.
Durante l'adolescenza, per rendersi indipendente, Andie MacDowell svolse diversi lavori. Nel 1978 lasciò la Winthrop University e si trasferì a New York per lavorare come modella per l'agenzia Elite.
Divenne presto uno dei volti più noti delle riviste di moda e la casa di cosmetici L'Oréal la scelse come testimonial per le sue campagne pubblicitarie in tutto il mondo. Modella anche per Calvin Klein, nel 1984 fu scelta dal regista Hugh Hudson per il film Greystoke - La leggenda di Tarzan, il signore delle scimmie, di cui, nonostante avesse il ruolo della protagonista Jane, restò molto delusa: a causa del suo forte accento del Sud-est, che la rendeva inverosimile come gentildonna inglese, fu doppiata da Glenn Close.
Frequentò quindi un corso di dizione ed entrò a far parte del cast di St. Elmo's Fire (1985) di Joel Schumacher e di Sesso, bugie e videotape (1989) di Steven Soderbergh, che vinse la Palma d'oro al Festival di Cannes 1989. Con l'interpretazione della casalinga insoddisfatta nel film di Soderbergh, la MacDowell si prese una rivincita sui disastrosi esordi e intraprese una brillante carriera cinematografica, interprete sia di commedie romantiche come Green Card - Matrimonio di convenienza, Ricomincio da capo e Quattro matrimoni e un funerale, sia di ruoli più impegnativi, come la madre disperata di America oggi.
Altri suoi successi sono stati Eroi di tutti i giorni (1995) di Diane Keaton, Mi sdoppio in quattro (1996) di Harold Ramis, Crimini invisibili (1997) di Wim Wenders e soprattutto La dea del successo (1999) di Albert Brooks, in compagnia di Sharon Stone. Dal 2001 ha diminuito la sua presenza sul grande schermo. Dal 2013 al 2015 interpreta il giudice Olivia Lockhart nella serie TV Cedar Cove.

## Vita privata
Nel 1999 ha divorziato dal marito Paul Qualley, un modello col quale ha avuto tre figli: Justin, Rainey e Sarah Margaret. L'11 novembre del 2001 si è sposata con il gioielliere Rhett Hartzog, dal quale poi ha divorziato nel 2004. Risiede a Marina del Rey in California.
Scelta dalla rivista People come una delle 50 persone più belle al mondo, nel 2001, come premio per la sua attività in difesa dell'infanzia, le fu conferita la laurea honoris causa dalla Lander University di Greenwood, in Carolina del Sud.

## Filmografia

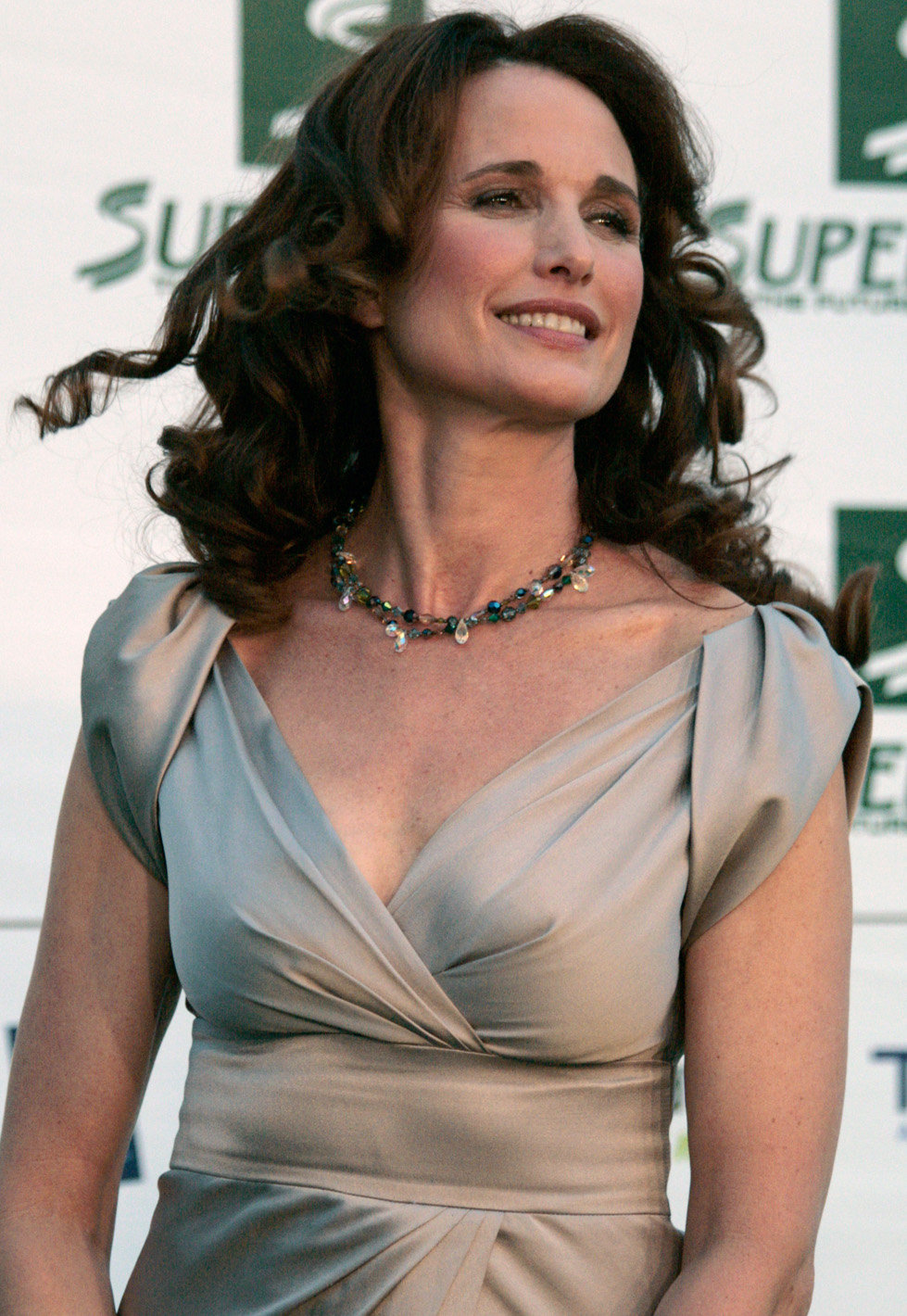
Andie MacDowell al Save the World Awards del 2009

### Cinema
- Greystoke - La leggenda di Tarzan, il signore delle scimmie (Greystoke: The Legend of Tarzan, Lord of the Apes), regia di Hugh Hudson (1984)
- St. Elmo's Fire, regia di Joel Schumacher (1985)
- Sesso, bugie e videotape (Sex, Lies, and Videotape), regia di Steven Soderbergh (1989)
- Green Card - Matrimonio di convenienza (Green Card), regia di Peter Weir (1990)
- Attenti al ladro! (The Object of Beauty), regia di Michael Lindsay-Hogg (1991)
- Hudson Hawk - Il mago del furto (Hudson Hawk), regia di Michael Lehmann (1991)
- Ruby Cairo, regia di Graeme Clifford (1992)
- Ricomincio da capo (Groundhog Day), regia di Harold Ramis (1993)
- America oggi (Short Cuts), regia di Robert Altman (1993)
- Quattro matrimoni e un funerale (Four Weddings and a Funeral), regia di Mike Newell (1994)
- Bad Girls, regia di Jonathan Kaplan (1994)
- Eroi di tutti i giorni (Unstrung Heroes), regia di Diane Keaton (1995)
- Mi sdoppio in quattro (Multiplicity), regia di Harold Ramis (1996)
- Michael, regia di Nora Ephron (1996)
- Crimini invisibili (The End of Violence), regia di Wim Wenders (1997)
- Il profumo di un giorno d'estate (Shadrach), regia di Susanna Styron (1998)
- Biglietti... d'amore (Just the Ticket), regia di Richard Wenk (1999)
- I Muppets venuti dallo spazio (Muppets from Space), regia di Tim Hill (1999)
- La dea del successo (The Muse), regia di Albert Brooks (1999)
- Harrison's Flowers, regia di Elie Chouraqui (2000)
- Amori in città... e tradimenti in campagna (Town & Country), regia di Peter Chelsom (2001)
- Sposami, Kate! (Crush), regia di John McKay (2001)
- Ginostra, regia di Manuel Pradal (2002)
- The Last Sign, regia di Douglas Law (2005)
- Beauty Shop, regia di Bille Woodruff (2005)
- Ritorno a Tara Road, regia di Gillies MacKinnon (2005)
- 6 mogli e un papà (The Six Wives of Henry Lefay), regia di Howard Michael Gould (2009)
- La vittoria di Luke - The 5th Quarter (The 5th Quarter), regia di Rick Bieber (2010)
- As Good As Dead, regia di Jonathan Mossek (2010)
- Monte Carlo, regia di Thomas Bezucha (2011)
- Footloose, regia di Craig Brewer (2011)
- Mighty Fine, regia di Debbie Goodstein (2012)
- Breaking at the Edge, regia di Pedrag Antonijevic (2013)
- Magic Mike XXL, regia di Gregory Jacobs (2015)
- Un'eredità per Natale (Christmas Inheritance), regia di Ernie Barbarash (2017)
- Fire Squad - Incubo di fuoco (Only the Brave), regia di Joseph Kosinski (2017)
- Un'ultima risata (The Last Laugh), regia di Greg Pritikin (2019)
- Finché morte non ci separi (Ready or Not), regia di Matt Bettinelli-Olpin e Tyler Gillett (2019)
- Ti giro intorno (Along for the Ride), regia di Sofia Alvarez (2022)
- Red Right Hand, regia di Ian Nelms ed Eshom Nelms (2024)
- Goodrich, regia di Hallie Meyers-Shyer (2024)
- Ops! È già Natale (A Sudden Case of Christmas), regia di Peter Chelsom (2024)

### Televisione
- Il segreto del Sahara, regia di Alberto Negrin – miniserie TV (1988)
- Women & Men 2, regia di Kristi Zea – film TV, episodio A Domestic Dilemma (1991)
- A cena da amici (Dinner with Friends), regia di Norman Jewison – film TV (2001)
- On the Edge, regia di Anne Heche, Mary Stuart Masterson, Helen Mirren e Jana Sue Memel – film TV (2001)
- Patricia Cornwell - A rischio (At Risk), regia di Tom McLoughlin – film TV (2010)
- Patricia Cornwell - Al buio (The Front), regia di Tom McLoughlin – film TV (2010)
- Jane - Stilista per caso (Jane by Design) – serie TV, 17 episodi (2012)
- Cedar Cove – serie TV, 36 episodi (2013-2015)
- RuPaul's Drag Race – reality show, episodio 9x11 (2017)
- La casa dei miei ricordi (The Beach House), regia di Roger Spottiswoode – film TV (2018)
- Quattro matrimoni e un funerale (Four Weddings and a Funeral) – miniserie TV, episodio 1x03 (2019)
- Mr. Mayor – serie TV, episodio 1x03 (2021)
- Maid – miniserie TV, 10 episodi (2021)
- The Way Home – serie TV, 20 episodi (2023-in corso)

### Pubblicità
- Testimonial pubblicità L'Oréal

## Riconoscimenti
- Golden Globe
  - 1990 – Candidatura alla miglior attrice in un film drammatico per Sesso, bugie e videotape
  - 1991 – Candidatura alla miglior attrice in un film commedia o musicale per Green Card - Matrimonio di convenienza
  - 1994 – Golden Globe Speciale (con tutto il cast) per America oggi
  - 1995 – Candidatura alla migliore attrice in un film commedia o musicale per Quattro matrimoni e un funerale
  - 2022 – Candidatura alla miglior attrice non protagonista in una serie, miniserie o film televisivo per Maid[1]

## Doppiatrici italiane
Nelle versioni in italiano delle opere in cui ha recitato, Andie MacDowell è stata doppiata da:
- Emanuela Rossi in Greystoke - La leggenda di Tarzan, il signore delle scimmie[2], Biglietti... d'amore, Sposami, Kate!, The Last Sign, Monte Carlo, Magic Mike XXL, Fire Squad - Incubo di fuoco, Finché morte non ci separi, Quattro matrimoni e un funerale (miniserie TV), Ti giro intorno, L'altra Zoey
- Laura Boccanera in Eroi di tutti i giorni, Sesso, bugie e videotape, Bad Girls, Amori in città... e tradimenti in campagna, Ginostra, La vittoria di Luke - The 5th Quarter, Patricia Cornwell - A rischio, Patricia Cornwell - Al buio, Mr. Mayor
- Isabella Pasanisi in Hudson Hawk - Il mago del furto, Ricomincio da capo, Mi sdoppio in quattro, I Muppets venuti dallo spazio, La dea del successo
- Rossella Izzo in America oggi, Quattro matrimoni e un funerale (film), Michael, Footloose, Trial & Error
- Roberta Greganti in A cena da amici, Ritorno a Tara Road, Mighty Fine, Un'eredità per Natale
- Anna Rita Pasanisi in St. Elmo's Fire
- Silvia Pepitoni ne Il segreto del Sahara
- Claudia Balboni in Green Card - Matrimonio di convenienza
- Stefania Patruno in Attenti al ladro!
- Pinella Dragani in Crimini invisibili
- Cinzia De Carolis in Il profumo di un giorno d'estate
- Francesca Fiorentini in Harrison's Flowers
- Alessandra Korompay in Beauty Shop
- Liliana Sorrentino in As Good As Dead
- Alessandra Karpoff in Jane - Stilista per caso
- Eleonora De Angelis in Cedar Cove
- Giò Giò Rapattoni in Un'ultima risata
- Roberta Pellini in Maid
- Cristina Boraschi in Ops! È già Natale